# Afonso Africano

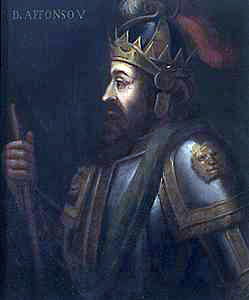
Król Alfons V Afrykanczyk, bohater eposu Vasca Mouzinho de Quevedo

Afonso Africano – epos portugalskiego poety Vasca Mouzinho de Quevedo, opowiadający o czynach króla Alfonsa V Afrykańczyka. Dzieło składa się z dwunastu pieśni i jest skomponowane oktawą. Poemat został wydany w roku 1611. Przynajmniej przez niektórych uważany jest za najlepszy portugalski poemat epicki po Luzjadach Luísa de Camõesa. Utwór rozpoczyna się w sposób typowy dla eposów:
As armas e o varão ilustre canto
que de Africano tem insígnia e nome,
cuja alta fama será viva, enquanto
no dourado horizonte o Sol assome.
Donde começarei? Que o grande espanto
me tem suspenso, que princípio tome,
que tantas obras quantas me apresenta
vivo calor que mais e mais se aumenta.